# Kostel svatého Mikuláše (Jince)
Kostel svatého Mikuláše v Jincích je farní kostel v římskokatolické farnosti Jince. Kostel je součástí chrámového areálu, který se  nachází ve střední části městyse v okrese Příbram, na nízkém návrší, západně od hlavní silnice Zdice – Příbram. V západním průčelí kostela se nachází kruhová stavba, bývalá kostnice. Areál je ohraničen ohradní zdí bývalého hřbitova s branami, přičemž většina travnaté plochy, která se mírně zvedá od východu k západu, zabírá kostel. Kostel byl postaven v letech 1728–1731 na místě středověkého kostela, původně dřevěného. Jeho dispozice je pozměněnou a zjednodušenou variantou venkovských kostelů Františka Ignáce Préea ze 30. let 18. století. Kostel, márnice, ohradní zeď s branami a přilehlé pozemky jsou památkově chráněny od roku 1965.

## Historie
První písemná zmínka o existenci kostela v Jincích je datována do roku 1352. Tato zmínka je zároveň spojena s první dochovanou zmínkou o obci samotné. Od 15. století dochází k postupné změně vlastnictví obce Jince mezi různými majiteli. Tito majitelé obvykle obec pouze drží, aniž by na místní tvrzi skutečně sídlili a výrazně se podíleli na komunitním životě, ke kterému důležitost kostela patří.

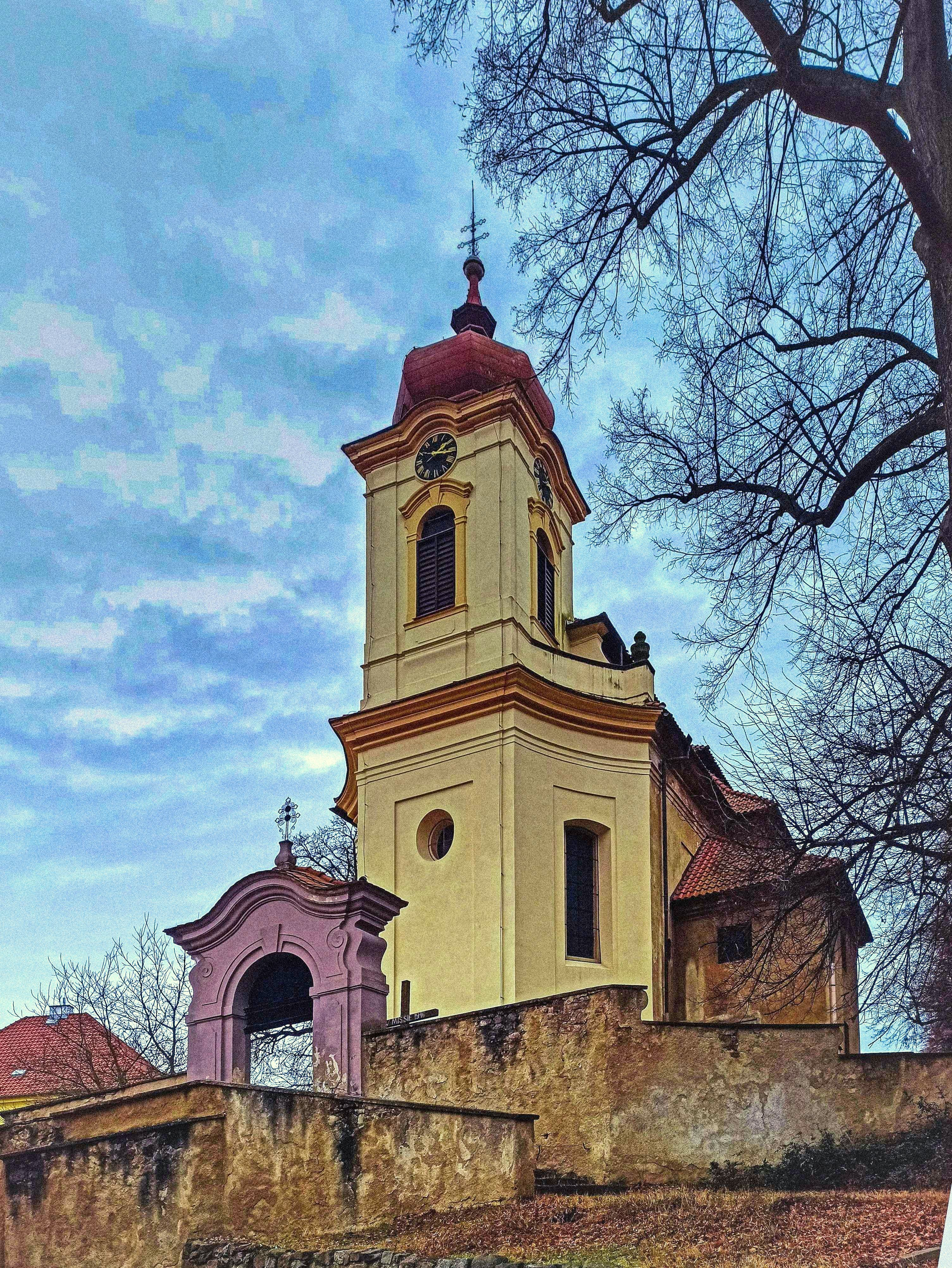
Kostel svatého Mikuláše

Rok 1647 se stal významným mezníkem pro obec Jince, když panství přešlo do rukou jedné z větví rodu Vratislavů z Mitrovic. Tento přechod vlastnictví měl zásadní dopad na další vývoj obce a její farnosti. V roce 1727 zdědil panství Jince hrabě František Karel Vratislav z Mitrovic, který se stal klíčovou osobností pro rozvoj místního kostela a obce. Jeho příspěvky a iniciativy měly dlouhodobý vliv na místní komunitu. V roce 1728 se František Karel rozhodl učinit Jince svým trvalým sídelním statkem. Tímto krokem zahájil výstavbu nového barokního kostela, který byl vysvěcen v roce 1731.
V roce 1806 koupil od Vratislavů z Mitrovic panství Jince hrabě Rudolf Jan Bruntálský z Vrbna (1761–1823), majitel rodového dědictví v Hořovicích a odborník na železářskou techniku a technologii. Komárovské železárny se staly za jeho života předním evropským producentem litiny s uměleckoprůmyslovým využitím. Provoz velkostatku byl podřízen potřebám železáren a také v Jincích vznikla vysoká pec Barbora. Jince se však staly méně významným sídelním statkem, což vedlo k zpomalení rozvoje farnosti. Mezi lety 1807 a 1809 inicioval hrabě z Vrbna výstavbu nové patrové fary, na farním pozemku byly postaveny nové zděné hospodářské budovy. Rozsáhlé rekonstrukce proběhly v letech 1818 a 1841. Vývoj jinecké farnosti zaznamenal pozitivní obrat po prodeji panství hesensko-kasselskému kurfiřtu Fridrichu Vilému Hesenskému. (1802–1879).

## Popis

### Exteriér

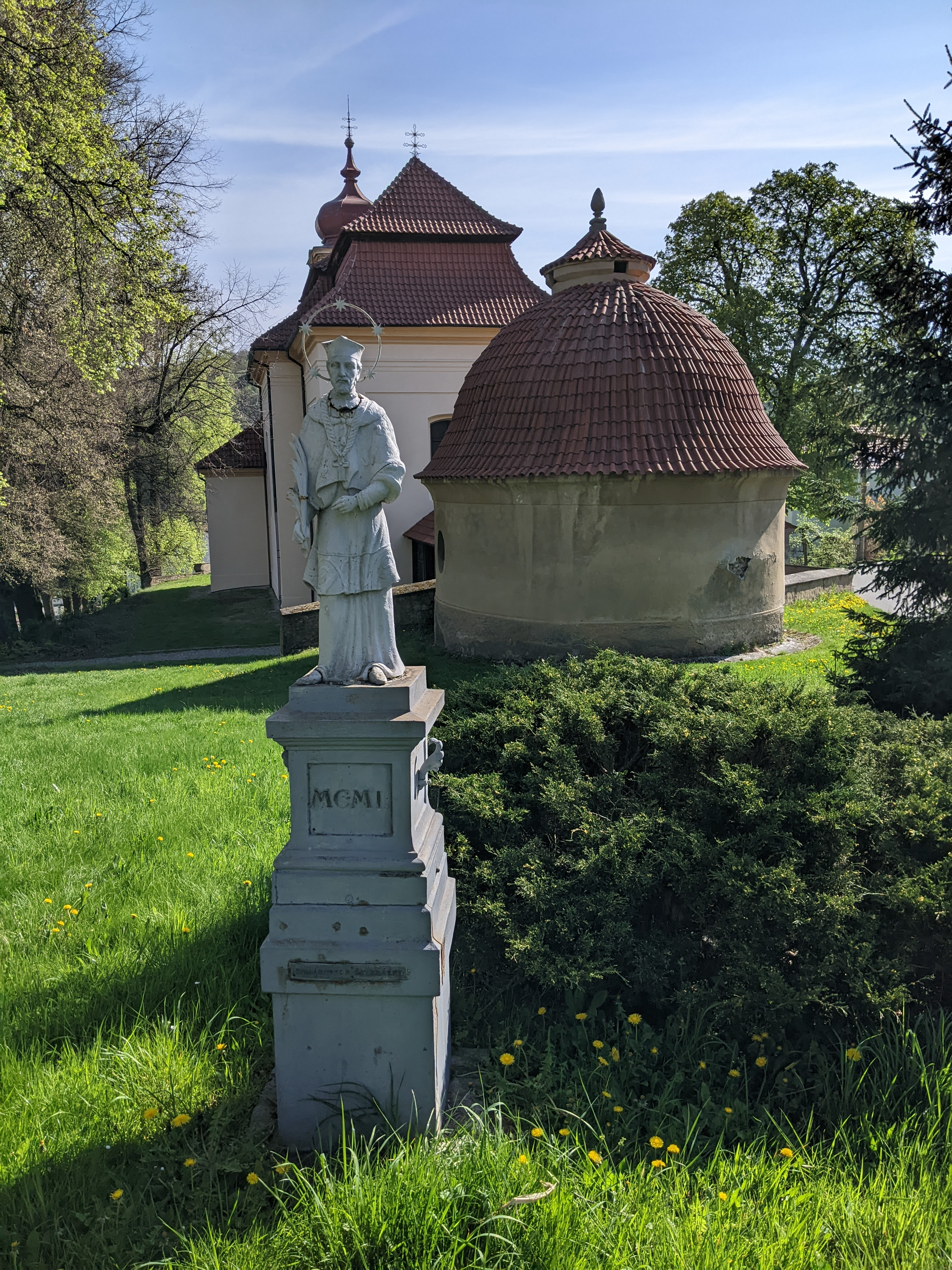
Socha svatého Jana Nepomuckého

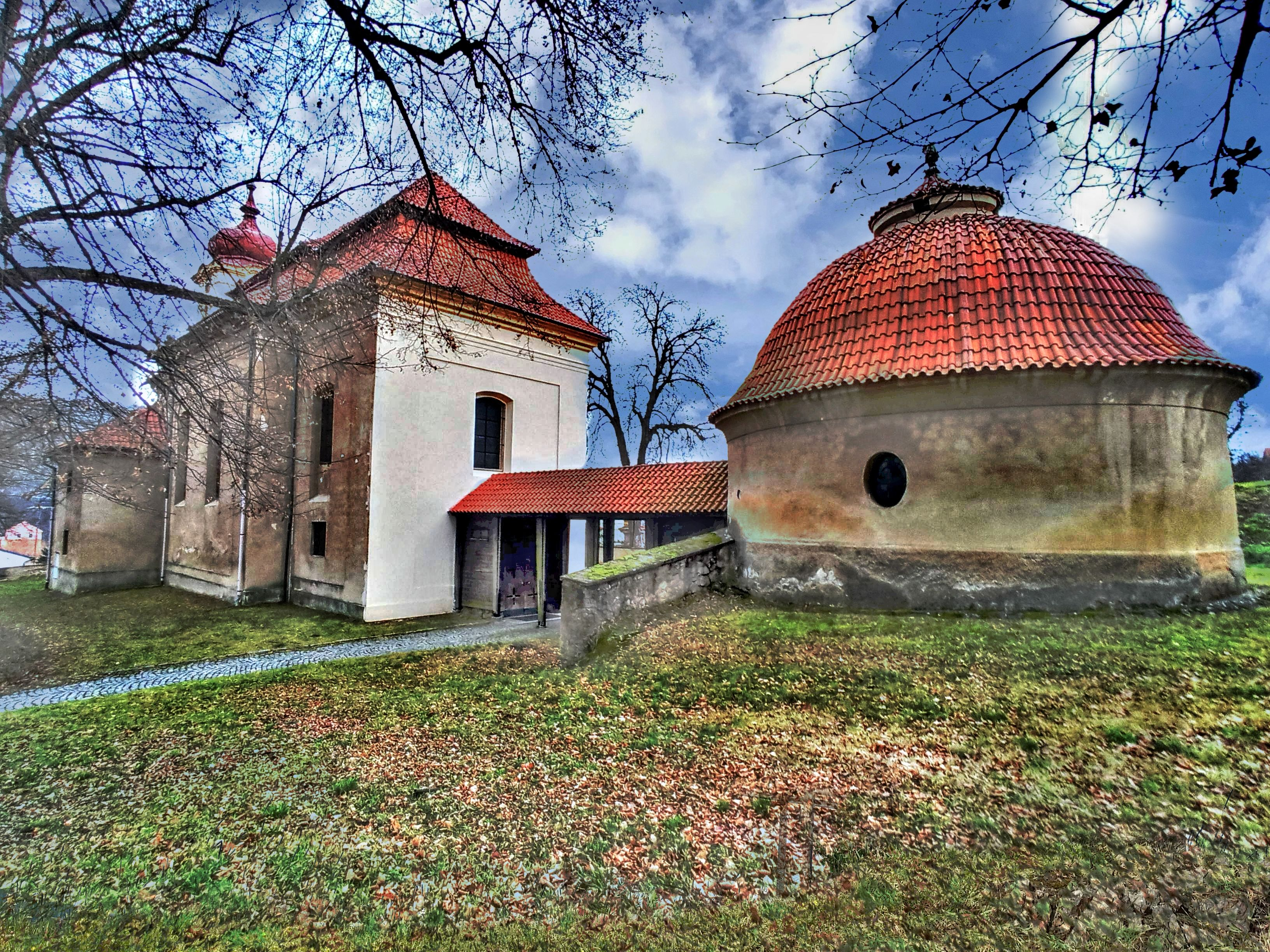
Barokní kruhová márnice

Kostel je jednolodní stavba obdélníkového půdorysu s výrazným presbytářem a přilehlou sakristií, nad níž se nachází oratoř, která se přiléhá k severní stěně. Dominantním prvkem je štíhlá hranolová věž tyčící se nad chórovým závěrem. Exteriér kostela vyniká svou jednoduchostí, využívající ploché lizénové rámy a velká obdélná okna se segmentovými oblouky, postrádající šambrány. Tento minimalistický přístup je vyvážen propracovanější korunní římsou a sofistikovaným ztvárněním věže. Ta je opatřena nárožními pilastry, segmentově prohýbanými nadpražními římsami a ozdobnými vázami na atikových úsecích po stranách. Střecha kostela je mansardového typu a pokryta tradičními prejzovými taškami. K průčelí kostela je připojena dřevěná krytá chodba vedoucí do sousední barokní márnice na kruhovém půdorysu. Západně od kostnice stojí litinová socha svatého Jana Nepomuckého z roku 1901, odlita  v Komárovských železárnách.

### Interiér

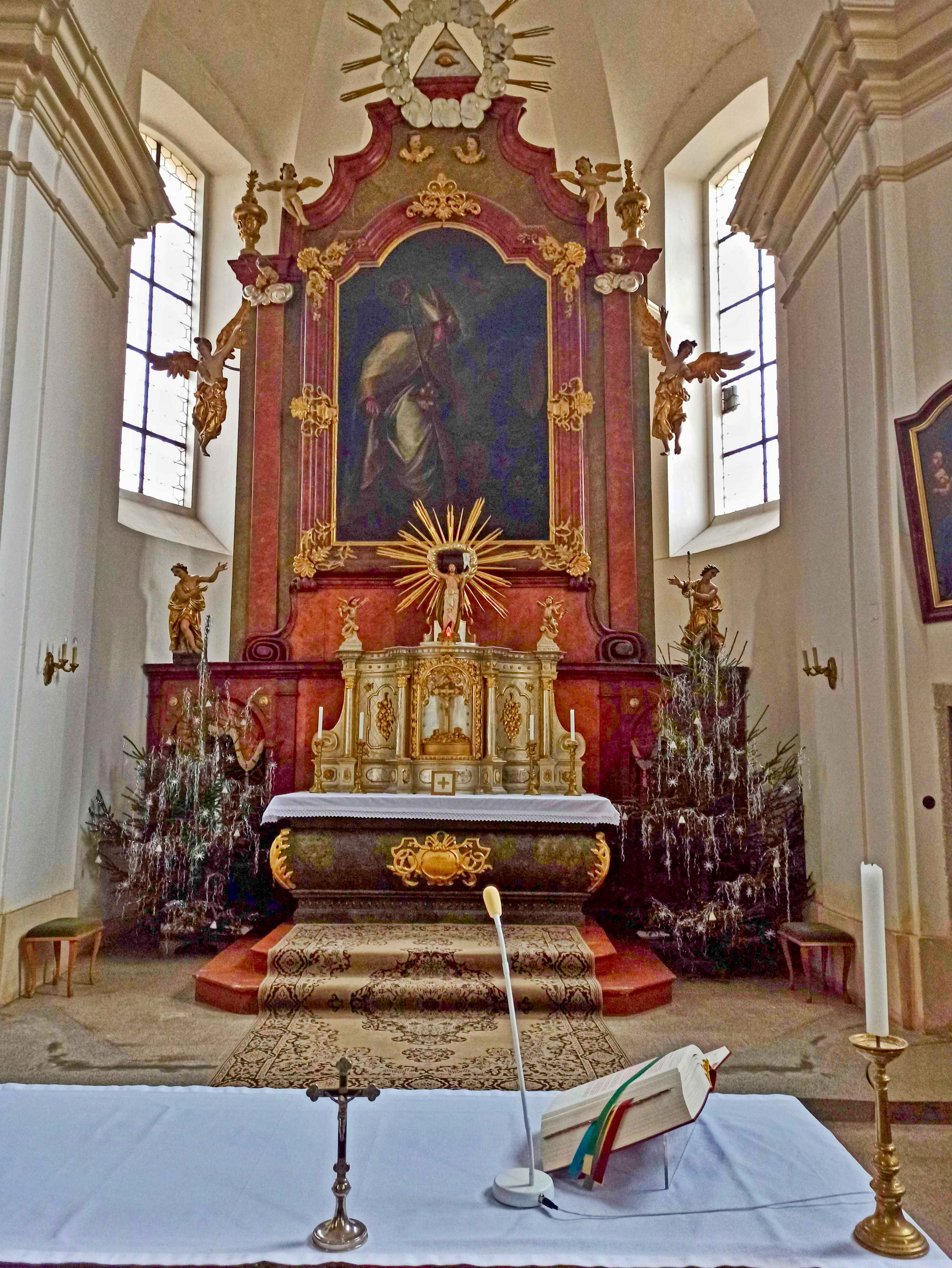
Hlavní oltář s obrazem svatého Mikuláše

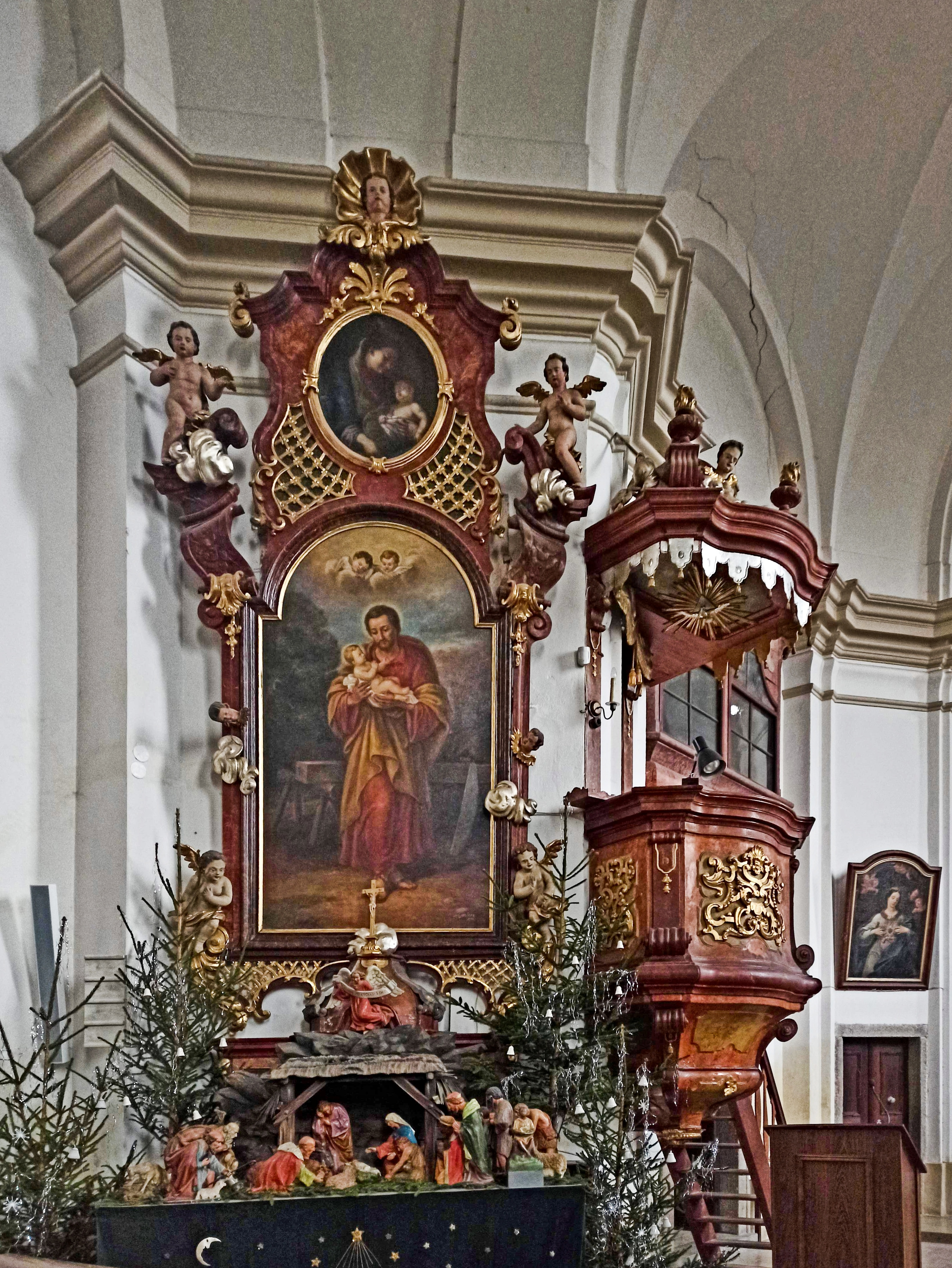
Oltář svatého Josefa

V roce 1885 nechal Vilém z Hanau zrestaurovat všechny oltářní obrazy ve Vídni. Ve stěně sakristie je zazděn drobný gotický sanktuář. Hlavní oltář a kazatelna pocházejí z barokní doby po roce 1720. Na severní straně lodi se nachází barokní oltář svatého Josefa s novým obrazem z roku 1939 od Josefa Jelínka, který původně pocházel ze zámecké kaple, kterou zrušil Mořic kníže z Hanau, když přestavěl místní zámek na pivovar v roce 1877. Na severní stěně se také nachází barokní oltář svatého Václava s rokokovým obrazem Svaté rodiny na stěně. Na jižní straně lodi je umístěn barokní oltář svatého Kříže s plastickou skupinou Ukřižování a oltář svatého Jana Nepomuckého, oba z doby založení kostela.
V průběhu první světové války byly všechny tři barokní zvony postupně vzaty jako válečná rekvizice. Dne 22. října 1922 byly na kostelní věži zavěšeny tři nové zvony – Maria, Václav a Mikuláš. Po druhé světové válce byl vrácen pouze jeden z původních zvonů.

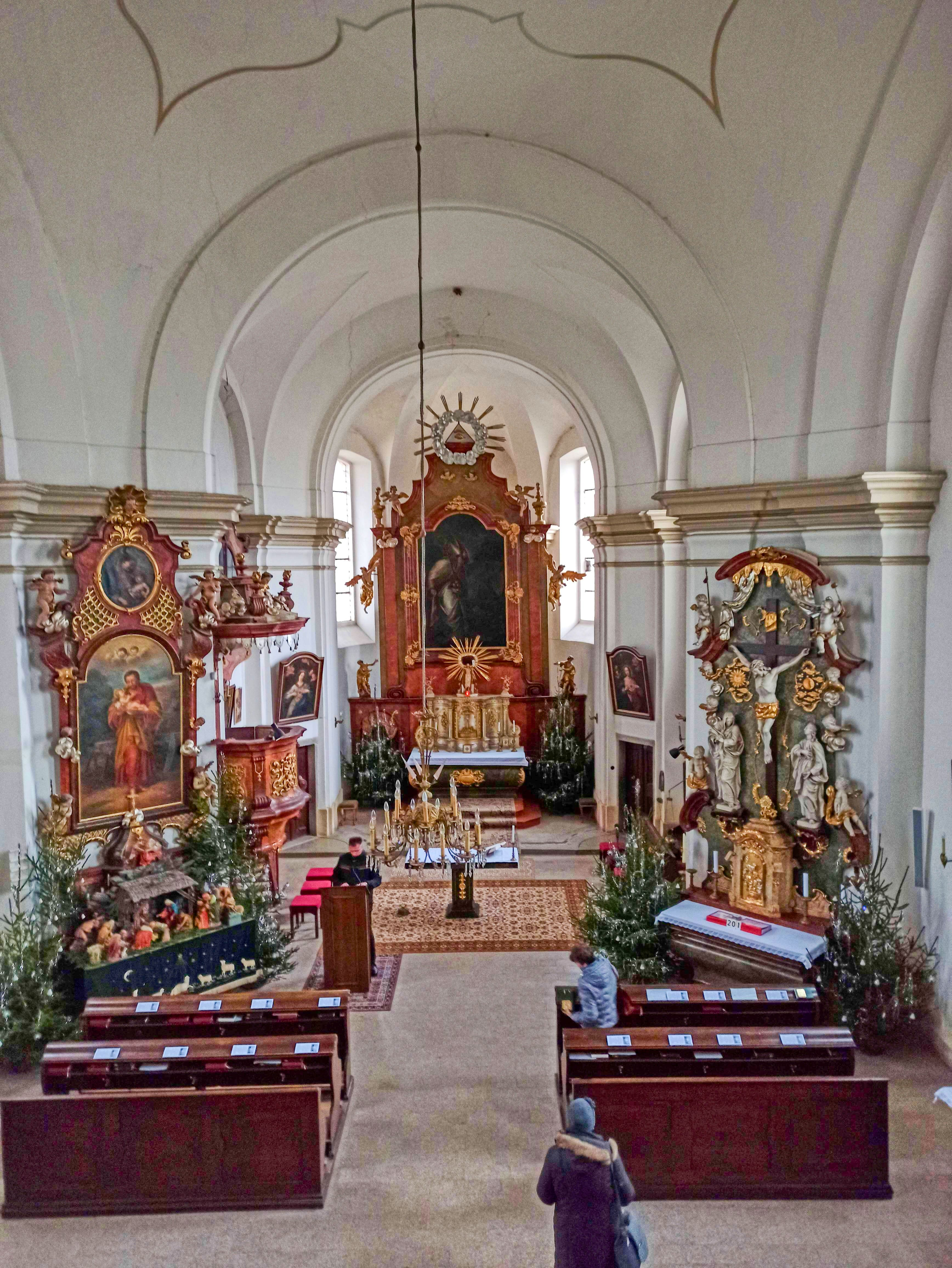
Interiér kostela svatého Mikuláše

V roce 1896 byly zakoupeny varhany od Emanuela Štěpána Petra z Prahy, které nahradily původní barokní varhany, instalované v době pod patronátem hrabat Vratislavů z Mitrovic. V kostele svatého Mikuláše působil jako varhaník učitel Antonín Slavík, otec houslového virtuoza Josefa Slavíka.

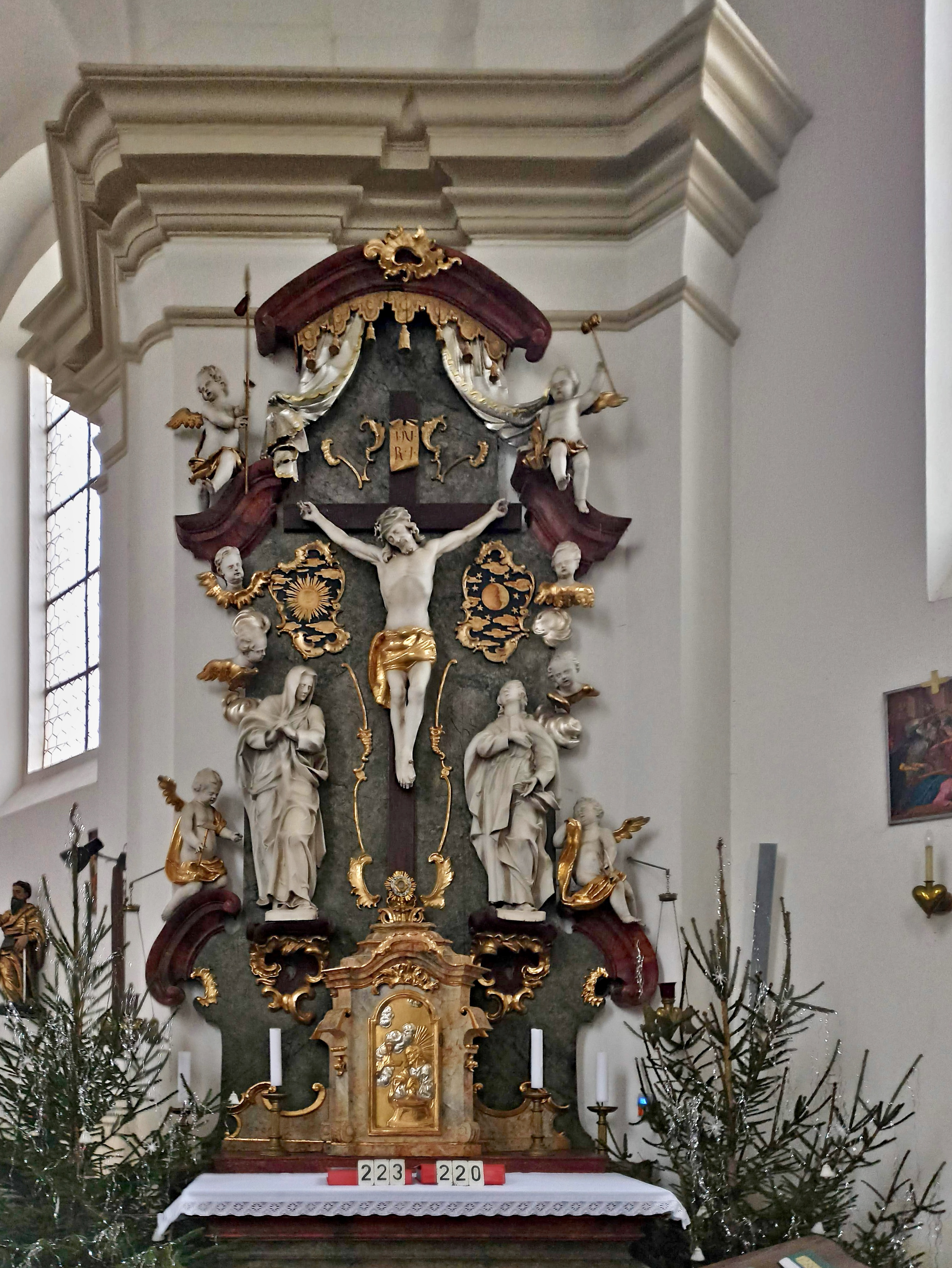
Oltář svatého Kříže

Epitaf u zpovědnice: Jsou zde pochovány ostatky rytíře Hendrycha Tejřovského z Einsiedlu, který zemřel v Jincích roku 1556. Byl synem Jošta z Einsiedlu, jenž byl sekretářem krále Jiřího z Poděbrad.
Kostel sv. Mikuláše je kostelem farním a konají se v něm pravidelné bohoslužby.